# Ambystoma dumerilii
Ambystoma dumerilii är en art av groddjur som först beskrevs 1870 av den fransk-mexikanske zoologen Alfredo Dugès. Den ingår i släktet Ambystoma och familjen mullvadssalamandrar. Arten finns endast i en mexikansk bergssjö.

## Beskrivning
Arten är en neoten salamander med brett huvud, kraftiga, yttre gälar bakom huvudet, och små, simhudsförsedda fötter. Färgen är likformigt gulbrun till brun. Som vuxen blir arten minst 12 cm lång, svansen ej inräknad, och maximalt 35 cm, 47 cm med svans. Arten påminner om den nära släktingen Axolotlen, (Ambystoma mexicanum), som liksom denna art vanligtvis är neoten.

## Utbredning
Arten finns endast i Pátzcuarosjön, Mexikos högst belägna sjö på en höjd av 1 920 m, som finns i delstaten Michoacán. Hela utbredningsområdet är 6 km2 stort. Populationen minskar, och arten är rödlistad av IUCN som akut hotad ("CR"). Främsta skälet till nedgången är vattenföroreningar, men habitatförlust till följd av igenslamning av sjön, och inplantering av rovfisk för sportfiskeändamål har också bidragit. Arten är lagligt skyddad i Mexiko, och försök görs med att föda upp djuren i fångenskap.

## Ekologi
Ambystoma dumerilii lever permanent i vatten. Djuren har aldrig observerats förvandlas i det vilda, utan leken, som inträffar på vintern, sker mellan individer som fortfarande har kvar sitt larvutseende. Salamandern har dock lungor, fast den normalt inte använder dem Från laboratorieforskning i Illinois har man dock rapporterat att cirka en tredjedel såväl av vildfödda som förstagenerationens uppfödda individer spontant förvandlats, men att detta föreföll att vara till nackdel hälsomässigt för djuren. Forskningsledaren föreslog att laboratoriemiljön i sig kanske fick djuren att bli benägna för metamorfos.
Födan fångas genom att salamandern öppnar munnen snabbt, så bytet sugs med in.

## Ekonomisk betydelse
Arten har länge utnyttjats av den lokala befolkningen, både som föda och för att den anses ha medicinska egenskaper. Nunnorna vid ett lokalt dominikanskt kloster, som länge tillvekat en hostmedicin av salamandrarna, har numera börjat föda upp dem, både i kommersiellt syfte och av bevarandeskäl.